# Triméthoxyamphétamine
Les triméthoxyamphétamines (TMA) sont une famille d'isomères de substances psychotropes aux propriétés hallucinogènes. Le plus connu est le TMA-2.
Elles ont été étudiées par Alexander Shulgin.
Elles sont considérées comme des stupéfiants et figurent dans la Convention sur les substances psychotropes de 1971.

## Chimie
Il existe six isomères de TMA qui ne diffèrent entre eux que par la position de trois groupements méthoxy :
- TMA    ou 3,4,5-triméthoxyamphétamine, numéro CAS 1082-88-8
- TMA-2 ou 2,4,5-triméthoxyamphétamine, numéro CAS 1083-09-6
- TMA-3 ou 2,3,4-triméthoxyamphétamine, numéro CAS 1082-23-1
- TMA-4 ou 2,3,5-triméthoxyamphétamine, numéro CAS 23693-14-3
- TMA-5 ou 2,3,6-triméthoxyamphétamine, numéro CAS 20513-16-0
- TMA-6 ou 2,4,6-triméthoxyamphétamine, numéro CAS 15402-79-6

Les TMA sont une structure chimique proche de la mescaline.

## Effets et conséquences
Il s'agirait d'hallucinogènes plus puissants que la mescaline.
Les effets psychiques incluent hallucinations, pseudo-hallucinations, synesthésie.
Des cas de décès ont été recensés liés à la faible marge d'erreur entre dose psychotrope et dose létale.

## Production
Comme pour la plupart des « drogues de synthèse », la production s'effectue près des lieux de consommation grâce à la mise en œuvre de laboratoires clandestins mobiles.